# HD143699
HD143699 — хімічно пекулярна зоря спектрального класу B6, що має видиму зоряну величину в смузі V приблизно  4,9.
Вона  розташована на відстані близько 526,9 світлових років від Сонця.

## Пекулярний хімічний склад
HD143699 належить до Хімічно пекулярних зір з пониженим вмістом гелію 
й в її  зоряній атмосфері спостерігається нестача He у порівнянні з його вмістом в атмосфері Сонця.

## Магнітне поле
Спектр даної зорі вказує на наявність магнітного поля у її зоряній атмосфері.
Напруженість повздовжної компоненти поля оціненої з аналізу
становить  167,2± 140,4 Гаус.